# Michael McDonald (cantante)
Michael McDonald (Saint Louis, 12 febbraio 1952) è un cantante e tastierista statunitense.
Prima di cominciare a incidere album a suo nome ha fatto parte dei Doobie Brothers e ha collaborato come corista e tastierista con gli Steely Dan.

## Biografia
McDonald inizia suonando in diverse band locali, mentre frequenta le scuole superiori nella città di Ferguson, nel Missouri. McDonald viene "scoperto" mentre suona con un gruppo chiamato Blue e di conseguenza si trasferisce a Los Angeles nel 1970.
Nel 1973, viene reclutato dagli Steely Dan come corista. In questa veste è presente nelle tracce contenute negli album Katy Lied del 1975, The Royal Scam del 1976, Aja del 1977 e infine Gaucho del 1980. In molte tracce contenute in questi album suona anche le tastiere.
Nel 1975 McDonald viene scritturato dalla band dei Doobie Brothers, quando il loro cantante Tom Johnston si ammala durante un tour nazionale. La band riscuote comunque grande successo tra il pubblico, al punto che gli altri membri del gruppo decidono di trattenerlo a tempo pieno. Come membro dei Doobies, registra alcune delle canzoni più conosciute, come Takin 'It to the Streets, Little Darling, It Keeps You Runnin', Minute by Minute e What a Fool Believes (che diventa numero uno negli Stati Uniti e gli vale nel 1978 un Grammy Award come canzone dell'anno). Allo stesso tempo compare come cantante e pianista di studio per artisti come Christopher Cross, Bonnie Raitt, Kenny Loggins, Joni Mitchell e i Toto.

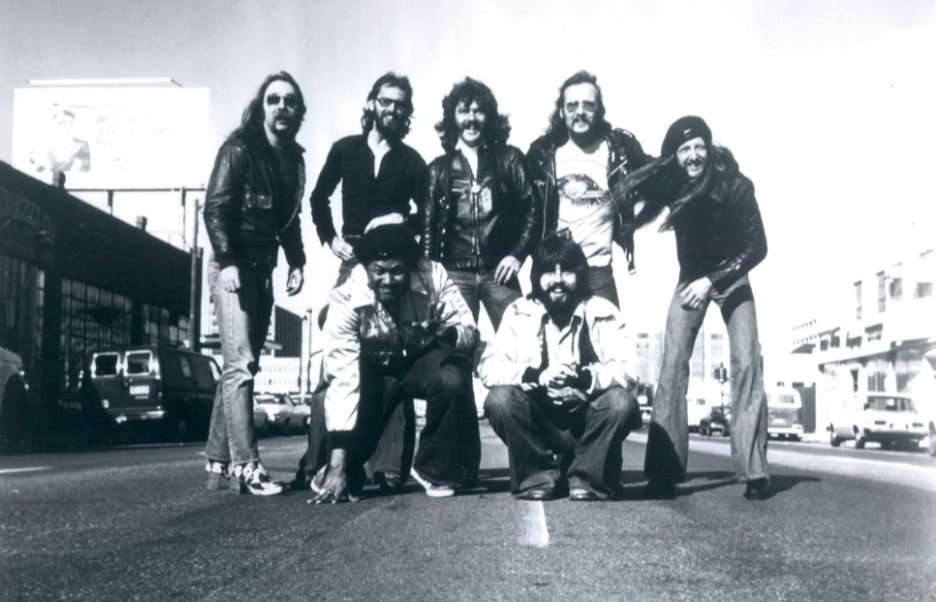
McDonald (a dx in basso) con i Doobie Brothers nel 1976

Nei primi anni ottanta, Michael McDonald lascia i Doobie Brothers per intraprendere la carriera come solista. Nel 1982 viene pubblicato il suo primo album If That's What It Takes, che contiene, tra i singoli, I Keep Forgettin' (Every Time You're Near), in duetto con la sorella Maureen e I Gotta Try, scritta con Kenny Loggins.
Con i Van Halen è coautore del loro brano I'll Wait nel 1984.
Nel 1985, in duetto con James Ingram, vince il Grammy Award nella categoria Best R&B Performance by a Duo or Group with Vocals dello stesso anno, con il brano Yah Mo Be There. Poi un altro duetto con Patti LaBelle, con il singolo On My Own, che nel 1986 conquista la prima posizione nella classifica statunitense dei singoli. Sempre in quell'anno esce il singolo Sweet Freedom colonna sonora del film Una perfetta coppia di svitati, forse la canzone più popolare e di maggiore successo dell'artista americano.
Nel 1990 esce l'album Take It to Heart, che riscuote meno successo rispetto a quelli precedenti, e molti brani sono scritti insieme a Diane Warren.
Nel 2000 è ospite di un concerto torinese della cantante soul Giorgia Todrani, poi è lui a ricambiare la cortesia invitandola per il suo show al Forum di Assago, a Milano.
Nel 2003 esce il suo album Motown, che riceve due nomination per i Grammy, ed è un tributo alla casa discografica Motown Records, al quale farà seguito il secondo capitolo Motown Two l'anno successivo.
Nel 2018 partecipa all'album Walls  di Barbra Streisand duettando con la cantante nella cover di What the World Needs Now.

## Discografia
- 1982 - If That's What It Takes
- 1985 - No Lookin' Back
- 1986 - Sweet Freedom
- 1990 - Take It to Heart
- 1993 - Blink of an Eye
- 1997 - Blue Obsession
- 2003 - Motown
- 2004 - Motown Two
- 2008 - Soul Speak
- 2017 - Wide open
- 2018 - Live on Soundstage